# Gunther Tiersch
Gunther Tiersch (* 30. April 1954 in Ratzeburg) ist ein deutscher Meteorologe und einer der jüngsten deutschen Goldmedaillengewinner bei Olympischen Spielen (Rudern). Einem breiten Publikum ist er als Meteorologe vom Dienst, der über 30 Jahre lang die Wettervorhersage im Anschluss an die ZDF-Nachrichtensendungen heute und heute-journal moderiert hat, bekannt.

## Leben und Wirken
Nachdem Tiersch bereits 1967 die Deutsche Meisterschaft und Europameisterschaft als Steuermann des Deutschland-Achters erreicht hatte, siegte er 1968 im Alter von 14 Jahren als Steuermann des „Ratzeburger Achters“ bei den Deutschen Meisterschaften und gewann bei den Olympischen Sommerspielen 1968 in Mexiko-Stadt mit dem Deutschland-Achter vor Australien und der Sowjetunion die Goldmedaille. Er übernahm den Kommandoplatz im Achter auf Empfehlung seines Vorgängers und Nachbarn Peter Niehusen, der zu schwer geworden war. Niehusen, der 1966 mit einer anderen Achter-Mannschaft Weltmeister geworden war, wohnte genau wie Gunther Tiersch in der Straße Am Hang in Ratzeburg. Auch Thomas Ahrens, der mit dem erfolgreichen Ratzeburger Achter bei der Ruder-Weltmeisterschaft 1962 in Tokio eine Silbermedaille ersteuerte, wohnte in dieser oberhalb der Stadtinsel Ratzeburg gelegenen Straße.
Für den Gewinn der Europameisterschaften 1967 wurde er gemeinsam mit dem Deutschland-Achter am 10. Mai 1968 mit dem Silbernen Lorbeerblatt ausgezeichnet. Nach dem Olympiasieg wurde der Deutschland-Achter 1968 von den Sportjournalisten zur Mannschaft des Jahres gewählt. Die Jugendzeitung Bravo veröffentlichte seine Berichte aus dieser Zeit in einer eigenen Reihe.
Nach dem Abitur 1974 an der Lauenburgischen Gelehrtenschule und Wehrdienst studierte Tiersch von 1975 bis 1982 an der FU Berlin Meteorologie und promovierte 1988 an der TU Berlin zum Thema Die Bestimmung der aktuellen Evapotranspiration landwirtschaftlicher Nutzpflanzenbestände mit Hilfe mikrometeorologischer Verfahren.
Im Jahr 1985 fing er als freier Mitarbeiter beim ZDF an, von 1987 bis 2020 moderierte er das Wetter nach den Hauptnachrichten. 1990 wurde Tiersch festangestellter Mitarbeiter im ZDF, von 2004 bis 2019 war er verantwortlich für die Wetterredaktion. Ab Januar 2020 befand er sich im Ruhestand und übernahm nur manchmal die Vertretung anderer Wettermoderatoren. Am 29. Dezember 2020 kündigte er in der Wettermoderation nach der Heute-Sendung um 19 Uhr den endgültigen Abschied vom Bildschirm an.
Nach Beendigung der  Wettermoderation im ZDF hält er Vorträge über Wetterphänomene und den Klimawandel. 2019 trat er in der ersten Folge der Gameshow Hätten Sie’s gewusst? als Wetter-Experte an.
Tiersch ist verheiratet und Vater einer Tochter und eines Sohns. Er hat drei Enkel und lebt in Essenheim in der Nähe von Mainz.

## Auszeichnungen
- 2009: Medienpreis für Meteorologie für die beste Wetterpräsentation im Fernsehen[13][14]